# Crotalaria podocarpa
Crotalaria podocarpa är en ärtväxtart som beskrevs av Dc.. Crotalaria podocarpa ingår i släktet sunnhampor, och familjen ärtväxter. Inga underarter finns listade i Catalogue of Life.